# Opodiphthera eucalypti
Opodiphthera eucalypti is een vlinder uit de familie nachtpauwogen (Saturniidae), onderfamilie Saturniinae.
De wetenschappelijke naam van de soort is voor het eerst geldig gepubliceerd door Scott in 1864.